# Ґураб-Пас (дегестан)
Ґураб-Пас (перс. گوراب پس) — дегестан в Ірані, в Центральному бахші, в шагрестані Фуман остану Ґілян. За даними перепису 2006 року, його населення становило 11312 осіб, які проживали у складі 2980 сімей.

## Населені пункти
До складу дегестану входять такі населені пункти:
- Азбар
- Ґаштерудхан
- Ґерд-Уласт
- Ґураб-Пас
- Зарін-Дешт
- Калье-Рудхан
- Кельфат
- Кіш-е-Рудбар
- Малескам
- Расте-Кенар-е-Буиїн
- Сеєдабад
- Сеєд-Сара
- Сестелан
- Сіях-Кеш
- Тале-Ґонґах
- Танґдаре
- Фуше
- Халадж-Махале
- Хейдар-алат
- Хосровабад
- Шагруд